# Marçay (Indre i Loira)
Marçay és un municipi francès, situat al departament de l'Indre i Loira i a la regió de Centre – Vall del Loira. L'any 2007 tenia 467 habitants.

## Demografia

### Població
El 2007 la població de fet de Marçay era de 467 persones. Hi havia 188 famílies, de les quals 40 eren unipersonals (16 homes vivint sols i 24 dones vivint soles), 76 parelles sense fills, 60 parelles amb fills i 12 famílies monoparentals amb fills.
La població ha evolucionat segons el següent gràfic:
Habitants censats

### Habitatges
El 2007 hi havia 230 habitatges, 187 eren l'habitatge principal de la família, 29 eren segones residències i 14 estaven desocupats. 228 eren cases i 1 era un apartament. Dels 187 habitatges principals, 136 estaven ocupats pels seus propietaris, 50 estaven llogats i ocupats pels llogaters i 1 estava cedit a títol gratuït; 12 tenien dues cambres, 23 en tenien tres, 52 en tenien quatre i 100 en tenien cinc o més. 170 habitatges disposaven pel capbaix d'una plaça de pàrquing. A 77 habitatges hi havia un automòbil i a 102 n'hi havia dos o més.

### Piràmide de població
La piràmide de població per edats i sexe el 2009 era:
| Homes | Edats   | Dones |
| ----- | ------- | ----- |
| 0     | 95 o +  | 0     |
| 0     | 90 a 94 | 0     |
| 4     | 85 a 89 | 4     |
| 0     | 80 a 84 | 4     |
| 20    | 75 a 79 | 4     |
| 8     | 70 a 74 | 24    |
| 12    | 65 a 69 | 12    |
| 4     | 60 a 64 | 4     |
| 8     | 55 a 59 | 8     |
| 12    | 50 a 54 | 4     |
| 12    | 45 a 49 | 16    |
| 20    | 40 a 44 | 12    |
| 16    | 35 a 39 | 12    |
| 28    | 30 a 34 | 36    |
| 16    | 25 a 29 | 20    |
| 8     | 20 a 24 | 0     |
| 20    | 15 a 19 | 16    |
| 44    | 10 a 14 | 20    |
| 16    | 5 a 9   | 12    |
| 16    | 0 a 4   | 12    |

## Economia
El 2007 la població en edat de treballar era de 315 persones, 226 eren actives i 89 eren inactives. De les 226 persones actives 214 estaven ocupades (118 homes i 96 dones) i 12 estaven aturades (5 homes i 7 dones). De les 89 persones inactives 34 estaven jubilades, 25 estaven estudiant i 30 estaven classificades com a «altres inactius».

### Ingressos
El 2009 a Marçay hi havia 183 unitats fiscals que integraven 467,5 persones, la mediana anual d'ingressos fiscals per persona era de 17.733 €.

### Activitats econòmiques
Dels 20 establiments que hi havia el 2007, 2 eren d'empreses de fabricació d'altres productes industrials, 2 d'empreses de construcció, 2 d'empreses de comerç i reparació d'automòbils, 3 d'empreses d'hostatgeria i restauració, 1 d'una empresa financera, 1 d'una empresa immobiliària, 4 d'empreses de serveis, 4 d'entitats de l'administració pública i 1 d'una empresa classificada com a «altres activitats de serveis».
Dels 3 establiments de servei als particulars que hi havia el 2009, 1 era una funerària, 1 fusteria i 1 lampisteria.
L'any 2000 a Marçay hi havia 27 explotacions agrícoles que ocupaven un total de 2.016 hectàrees.

## Equipaments sanitaris i escolars
El 2009 hi havia una escola elemental integrada dins d'un grup escolar amb les comunes properes formant una escola dispersa.

## Poblacions més properes
El següent diagrama mostra les poblacions més properes.